# Купвара (округ)
Купвара (англ. Kupwara) — округ в индийской союзной территории Джамму и Кашмир, в регионе Кашмир. Административный центр — город Купвара. Площадь округа — 2379 км². По данным всеиндийской переписи 2001 года население округа составляло 650 393 человека. Уровень грамотности взрослого населения составлял 43,2 %, что значительно ниже среднеиндийского уровня (59,5 %). Доля городского населения составляла 3,9 %.

## Административное деление
Три техсила: Хандвара, Карнах и Купвара.
11 блоков: Согам, Тангдар, Титвал, Рамхал, Купвара, Раджвал, Кралпора, Лангат, Вавура, Трехгам и Калару. В каждом блоке несколько панчаятов.

## Население
Населён в основном кашмирцами, и гуджарами живущими на границе с Азад Кашмиром.

## Политика
5 окружных собраний: Карнах, Купвара, Лолаб, Хандвара и Лангат.